# Consell Nacional d'Armènia Occidental
El Consell Nacional d'Armènia Occidental fou un òrgan polític que va existir a l'Armènia Otomana creat durant l'ocupació russa en la I Guerra Mundial (1916-1918). Va celebrar dos congressos el 1917 i 1919 i va enviar 12 representants electes al Parlament de la República d'Armènia (1918-1921). Un Consell Nacional que se'n declara continuador, va formar el 2011 un govern a l'exili de l'Armènia Occidental.